# طويقون
طويقون هي قرية في مقاطعة تبريز، إيران. عدد سكان هذه القرية هو 313 في سنة 2006.